# Beniferri
Beniferri és un barri i pedania de la ciutat de València pertanyent al districte dels Pobles de l'Oest. Tenia 1.249 habitants censats l'any 2024 segons l'ajuntament de València, que classifica el barri amb el codi 18.2.

## Geografia

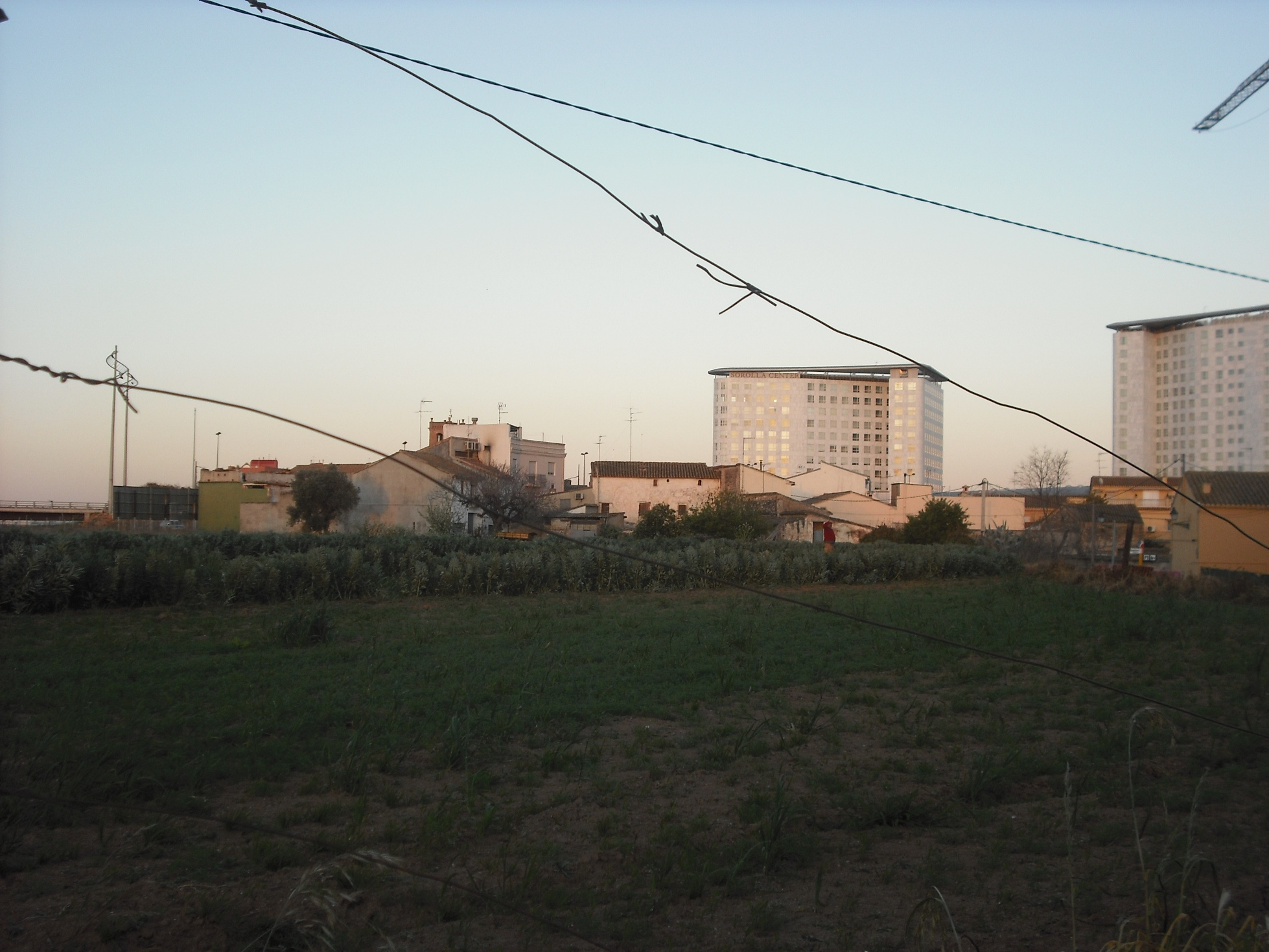
L'horta amb el poble i els gratacels

El barri de Beniferri es troba localitzat a la part oriental del districte del Pobles de l'Oest, al nord-oest del terme municipal de València. Limita a l'oest amb la pedania de Benimàmet, a l'est amb el districte de Benicalap i el seu barri de la Ciutat de l'Artista Faller, al sud amb el districte de Campanar i el seu barri de Sant Pau, i al nord amb el municipi de Burjassot.
És travessat de sud a nord per l'inici de l'autovia CV-35, coneguda com a pista d'Ademús o de Llíria i en aquest tram urbà com a avinguda de les Corts Valencianes, i d'oest a est per l'autovia CV-30 (Ronda Nord de València). Es troba delimitat per l'avinguda del Mestre Rodrigo a l'oest, el carrer de la Florista a l'est, el carrer del Camp de Túria al sud i la Ronda Nord de València al nord.

### Nomenclàtor
- C/ Beniferri
- C/ Camp de Túria
- C/ Còrdova
- Av. Corts Valencianes
- Pl. Dr. Seguer
- C/ Favanella
- Camí fondo de Beniferri
- Pl. Gestalgar
- C/ Massalavés
- C/ Miguel Ángel Blanco
- C/ Miquel Grau
- C/ Nicasi Benlloch
- C/ Ports
- C/ Santiago Apòstol
- Camí vell de Llíria
- C/ Vicent Tomàs Martí
- C/ Xiprers

### Llocs de rellevància

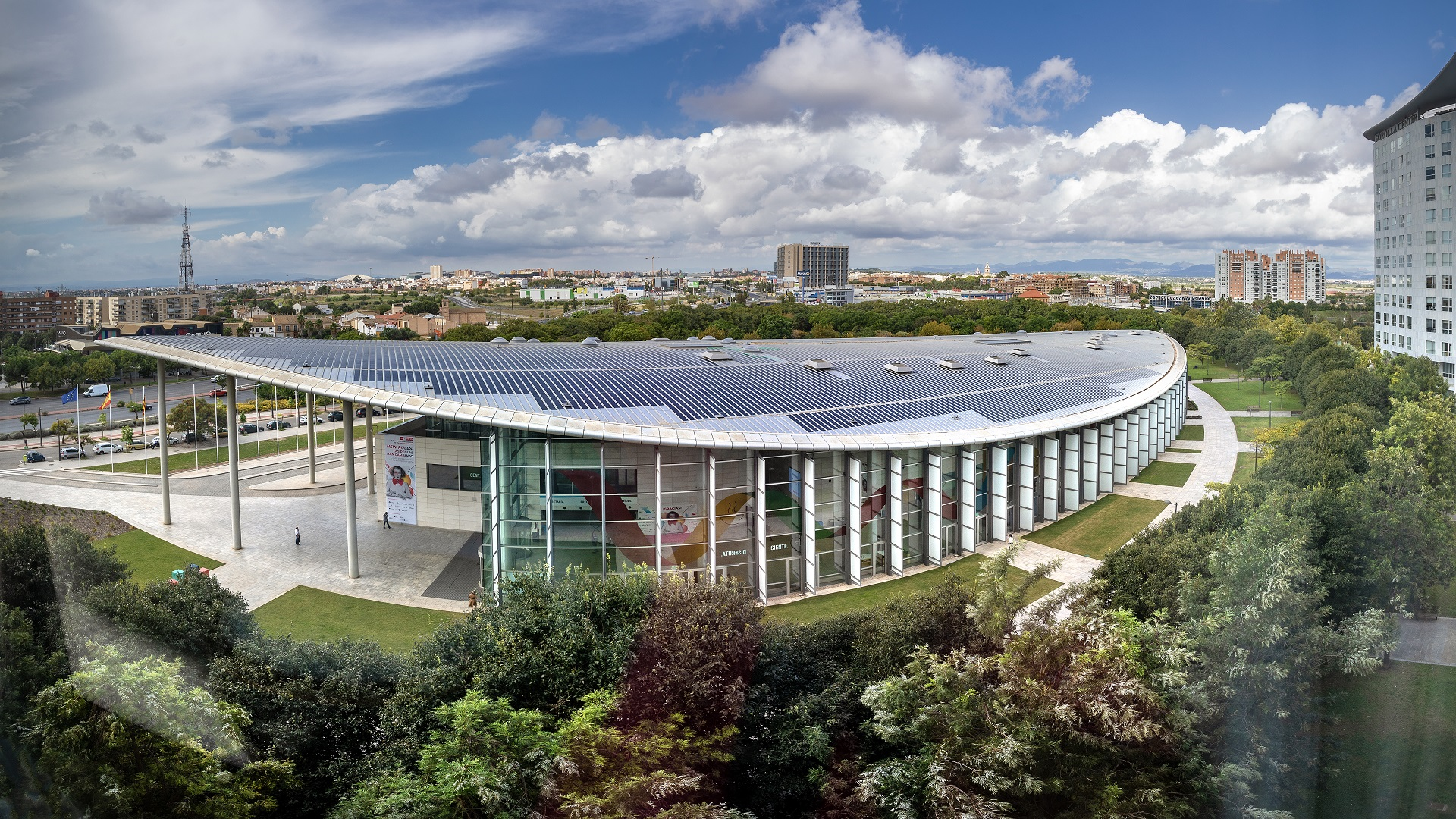
Palau de Congressos de València

- Prop del Camí Vell de Llíria trobem l'església parroquial de l'apòstol Sant Jaume de Beniferri, restaurada l'any 1802.[2]
- El Palau de Congressos de l'arquitecte britànic Norman Robert Foster va ser declarat l'any 2010 com el "Millor Palau de Congressos del Món" (World's Best Convention Centre) per l'Associació Internacional de Palaus de Congressos (AIPC), la qual aglutina als 160 principals recintes del món. L'hotel Sorolla Palace i el seu edifici bessó Sorolla Center completen junt al palau una de les estampes més avantguardistes de la ciutat de València.
- El Casino Cirsa València de l'arquitecte valencià Josep Mª Lozano i decorat per l'interiorista Nacho Moscardó completa l'oferta dirigida al turisme de congressos, a més de ser el primer casino instal·lat a la ciutat.

## Història

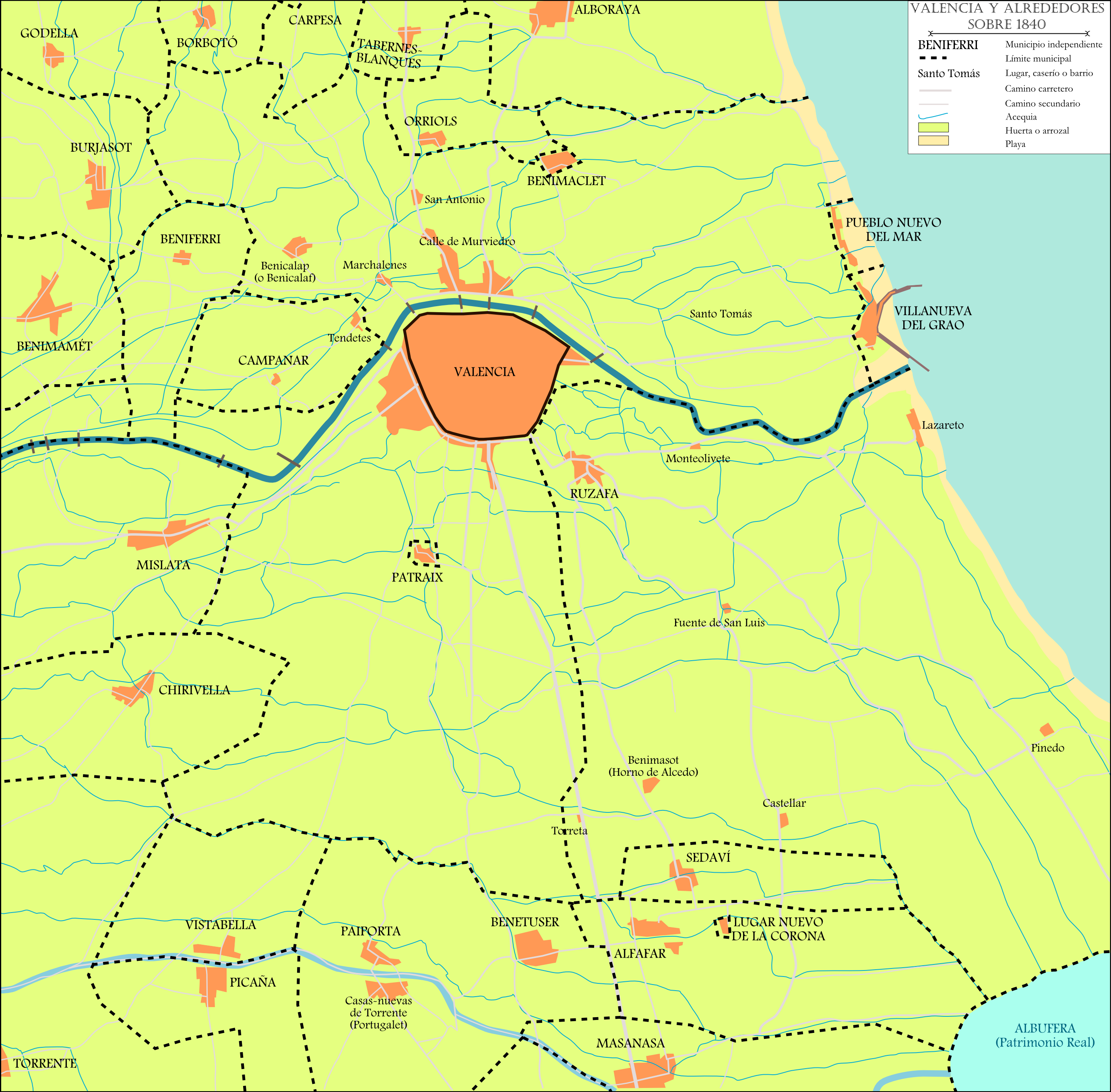
Situació geogràfica de Beniferri el 1840

El nom de Beniferri té un origen àrab i llatí. El prefix "ben", d'origen àrab, fa referència a descendents o hereus, i "ferri", d'origen llatí, fa referència a ferrum (ferro). L'origen àrab i llatí del seu nom és prova de la convivència de pobladors moriscs. El poble era travessat per la calçada romana que enllaçava València amb Aragó, d'ací el nom de Camí Real d'Aragó o Camí Vell de Llíria. El seu terme ha estat regat des de l'ocupació musulmana per l'aigua de la séquia de Tormos, séquia que delimitava el terme municipal de Beniferri al sud i Burjassot al nord.
Durant la Guerra de la Independència Espanyola van acampar l'any 1808 a Beniferri i Benimàmet soldats de l'exèrcit francès, que van ocupar les cases dels pobles i van transformar l'església de Beniferri en cavallerissa. Aquest fet va provocar que el retor franciscà Joan Martí fora una de les primeres persones a fer pública protesta contra Napoleó i la invasió francesa. Entre els anys 1811 i 1872, moment en què fou annexionat a València, Beniferri fou un municipi independent.
A partir de la segona meitat del segle xx hi va haver grans canvis urbanístics. Tot i que tradicionalment va estar dedicada a l'agricultura, en l'actualitat el terreny està urbanitzat gairebé íntegrament i la producció agrària és pràcticament nul·la. A partir de la dècada de 1980 van començar a aparèixer petites indústries i tallers en el casc de Beniferri. A final de la dècada de 1960 es va construir un tram de l'actual autovia CV-30 que va separar el poble en dos parts: nord i sud. Ja a la dècada de 1990 es van començar a construir grans edificis de 8 plantes o més al voltant de la pista d'Ademús (CV-35) als terrenys entre Beniferri i la zona urbanitzada de València, que fins a aquesta dècada arribava solament fins a Campanar. La inauguració en 1998 del Palau de Congressos de València va fomentar la construcció d'hotels com el "Sorolla Palace", d'oficines com el "Sorolla Center", i del Casino Cirsa València, inaugurat l'any 2010. En l'actualitat Beniferri apareix com un conjunt desordenat dins el creixement ortogonal dels barris perifèrics de la ciutat de València, amb cases menudes entre alguns dels edificis més alts de la capital.

## Demografia
Activitats econòmiques (2024)
| Gràfica d'evolució de Beniferri entre 1860 i 2021 |
|                                                   |

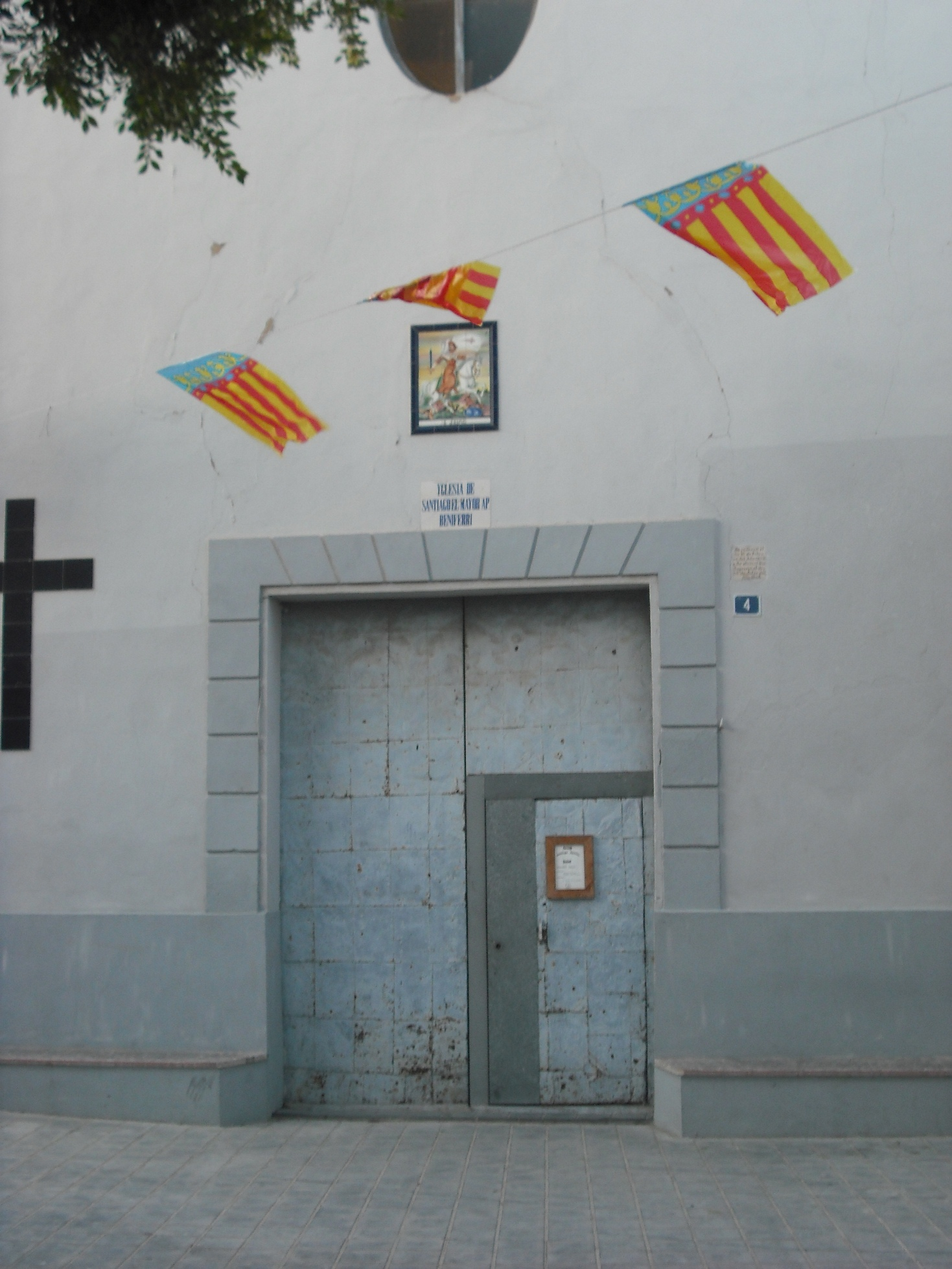
Església parroquial de Sant Jaume

Com a servicis públics, Beniferri compta amb un centre educatiu infantil privat i amb l'IES Benicalap, un institut públic d'ESO, l'església parroquial de Sant Jaume, la biblioteca pública Joan de Timoneda, i el camp de futbol de Beniferri.

## Transport

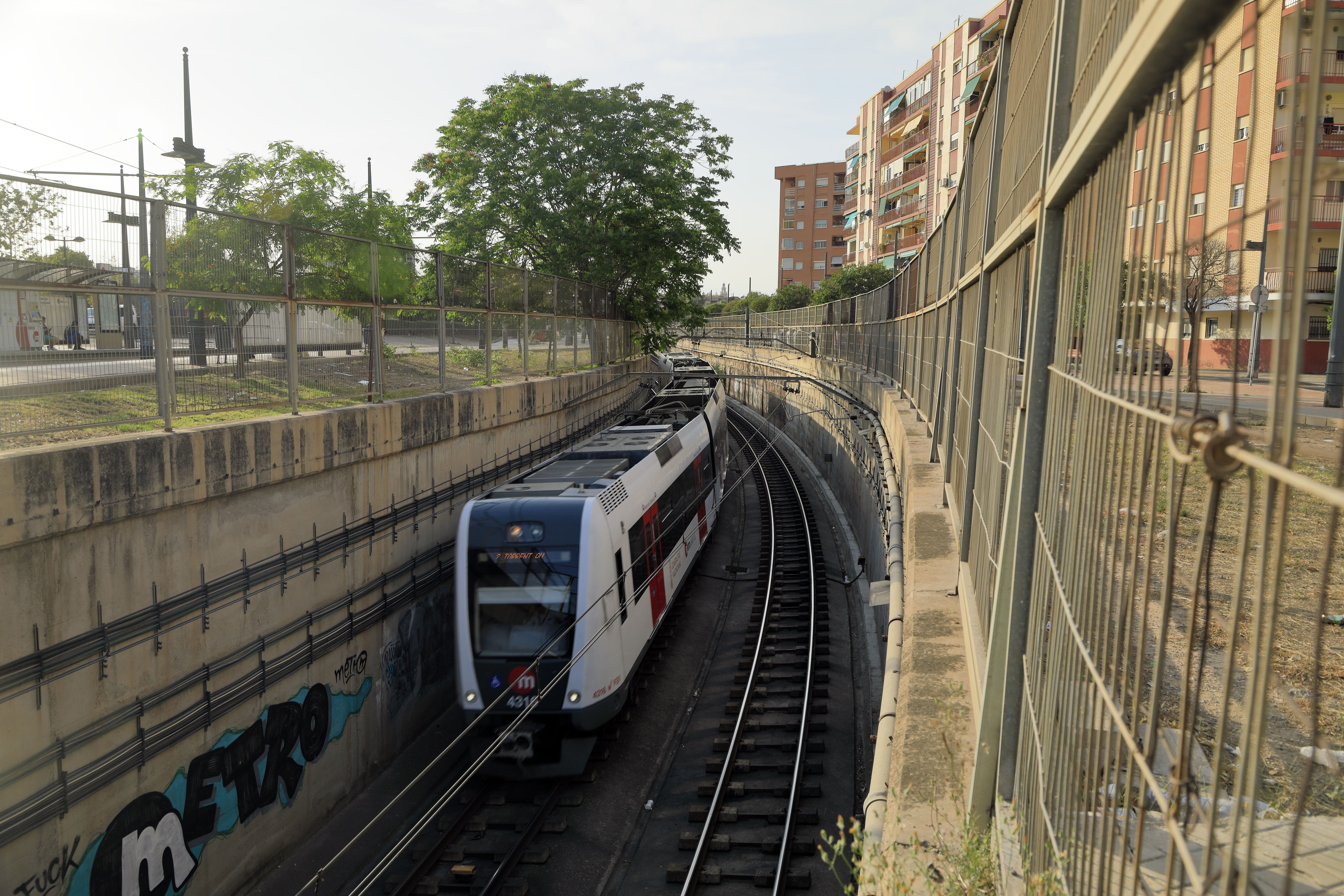
Estació de Palau de Congressos

- Ferrocarrils de la Generalitat Valenciana (FGV)-Metrovalència
  - Palau de Congressos
- Empresa Municipal de Transports de València (EMT)[7]
  - 62 - 99
- Xarxa de Carreteres de la Generalitat Valenciana[8]
  - CV-30 - CV-35
- Valenbisi[9]
  - C/ Camp de Túria